# Högre än himlen (bok)
Högre än himlen (norska: Høyere enn himmelen) är en ungdomsbok skriven av den norske författaren Klaus Hagerup. Boken gavs ut på norska och svenska 1992 och filmatiserades 1993. I centrum för handlingen står Mari, 12 år, som ogillar sin taniga kropp och som dessutom är innerligt trött på all konstlad trevlighet. Inte minst är hon trött på sin bror Morten, som är så överdrivet präktig, ordentlig och inställsam. En som hon däremot får en relation till är den sura läraren Fröken Kjär, som ingen annan gillar.  